# Rúnar Már Sigurjónsson
Rúnar Már Sigurlaugarson Sigurjónsson (* 18. Juni 1990 in Reykjavík) ist ein isländischer Fußballnationalspieler. Der zentrale Mittelfeldspieler wurde erstmals 2012 für die Isländische Fußballnationalmannschaft aufgeboten, kam aber zunächst nur in Freundschaftsspielen zum Einsatz. Im Oktober 2017 hatte er seinen ersten Pflichtspieleinsatz. Auf Vereinsebene spielte er in Island hauptsächlich für Valur Reykjavík, aber auch in Schweden, der Schweiz, in Kasachstan und in Rumänien.

## Karriere

### Verein
Rúnar spielte mit 15 Jahren 2005 für UMF Tindastóll in der 2. deild karla, der 3. isländischen Liga, und nach dem Abstieg in die 3. deild karla spielte er dort noch eine weitere Saison. 2007 wechselte er innerhalb der 3. deild karla zu Ýmir Kópavogur, der B-Mannschaft von HK Kópavogur und spielte danach für die A-Mannschaft von HK in der ersten isländischen Liga. Sein erstes Erstliga-Spiel bestritt er am 2. Juni 2008 kurz vor seinem 18. Geburtstag gegen Meister Valur Reykjavík. Er wurde in der 82. Minute beim Stand von 2:2 eingewechselt – das Gegentor zum 2:2 fiel in derselben Minute durch einen verwandelten Strafstoß – und dann legte seine Mannschaft noch zwei Tore zum 4:2-Sieg nach. Seine Mannschaft konnte allerdings insgesamt nur fünf Spiele gewinnen, aber bei allen Siegen war er dabei. Zudem aber auch bei sieben Niederlagen. Als Vorletzter stieg HK dann in die zweite Liga ab. 2009 verpasste er nur ein Zweitligaspiel und seine Mannschaft als Dritter den Aufstieg. Er wechselte daraufhin zu Valur. Dort spielte er in 20 von 22 Ligaspielen und beendete die Saison auf dem 7. Platz. 2011 konnten sie sich um zwei Plätze verbessern, aber 2012 fielen sie wieder auf den 8. Platz zurück. Danach wechselte er auf Leihbasis in die Niederlande zum Erstligaaufsteiger FC Zwolle, kam dort aber aufgrund einer Verletzung nicht zum Einsatz. So kehrte er zur Saison 2013 zurück zu Valur, spielte dort aber nur an den ersten zehn Spieltagen.
Dann wechselte er nach Schweden und spielte bei GIF Sundsvall. Zunächst noch zwei Spielzeiten in der zweiten Liga, denn als Dritter der Saison 2013 verloren sie das Relegationsspiel gegen den Drittletzten der Allsvenskan. 2014 gelang dann aber als Zweiter der direkte Aufstieg. Als Zwölfter der Fotbollsallsvenskan 2015 konnten sie die Klasse halten und konnten auch in der Saison 2016 den Abstieg vermeiden.
2016 folgte dann der Wechsel zum Grasshopper Club Zürich in die Schweiz. In der Winterpause 2017/18 wurde er für ein halbes Jahr an den FC St. Gallen verliehen. Nach einer weiteren Saison bei den Grasshoppers wechselte er im Juni 2019 ablösefrei nach Kasachstan zu FK Astana, wo er 2019 kasachischer Meister wurde. Nach zwei Spielzeiten in Kasachstan wechselte er zum rumänischen Verein CFR Cluj, mit dem er 2021 die rumänische Meisterschaft gewann. Mit Cluj scheiterte er zunächst in der  3. Qualifikationsrunde zur UEFA Champions League 2021/22 an den BSC Young Boys und dann in den Playoffs der UEFA Europa League 2021/22 an FK Roter Stern Belgrad. Sie konnten dann aber immerhin noch in der Gruppenphase der neu geschaffenen UEFA Europa Conference League 2021/22 mitspielen. Dort belegten sie aber den letzten Platz in ihrer Gruppe. Während er in den Qualifikations- und Playoff-Spielen immer eingesetzt wurde, kam er in der Conference League nur zu zwei Kurzeinsätzen.
Von 2021 bis 2022 spielte er für den CFR Cluj und 2023 für FC Voluntari.

### Nationalmannschaft
Rúnar bestritt vergleichsweise wenig Spiele auf Juniorenniveau und spielte nie für die isländische U-17-Mannschaft. 2008 scheiterte er mit der U-19-Mannschaft in der ersten Qualifikationsrunde der U-19-Fußball-Europameisterschaft 2009.
2011 und 2012 kam er in drei Spielen der Qualifikation für die U-21-EM 2013 zum Einsatz.
Im Oktober 2012 wurde er nit 22 Jahren erstmals zur A-Nationalmannschaft eingeladen, kam aber beim WM-Qualifikationsspiel gegen die Schweiz nicht zum Einsatz. Im nächsten Spiel am 14. November 2012, einem Freundschaftsspiel gegen Andorra feierte er dann sein Debüt in der Nationalmannschaft. Er spielte über 90 Minuten und erzielte das Tor zum 2:0-Endstand. Auf sein nächstes Spiel musste er dann aber 26 Monate warten und auch dann kam er nur bei Freundschaftsspielen zum Einsatz, insbesondere dann wenn nur Spieler aus den nordeuropäischen Ligen zur Verfügung standen, da die Spiele in die spielfreie Zeit dieser Ligen fielen und die Termine keine von der FIFA festgelegten Länderspieltermine waren. Bei diesen Spielen spielte er nur dreimal über 90 Minuten, am 17. November 2015 wurde er sogar bereits nach 10 Minuten ausgewechselt.
Am 12. Mai 2016 wurde er von Trainer Lars Lagerbäck in den Kader für die EM 2016 berufen, der Islands Männer erstmals bei einer EM-Endrunde vertrat. Er war aber einer von vier Feldspielern im Team, die nicht eingesetzt wurden.
In der nach der EM begonnenen Qualifikation für die WM 2018 hatte er am 9. Oktober 2017 gegen das Kosovo seinen ersten Pflichtspieleinsatz, als er in der 89. Minute eingewechselt wurde. Es blieb sein einziger Einsatz in der Qualifikation, er saß aber noch achtmal auf der Bank. Für die WM, für die sich die Isländer erstmals qualifiziert hatten, wurde er nicht nominiert. In der UEFA Nations League 2018/19 kam er bei drei der vier Niederlagen zum Einsatz. In der Qualifikation für die Fußball-Europameisterschaft 2020 wurde er in sechs Spielen eingesetzt. Am Ende reichte es nur zu Platz 3. Da sich die Gruppengegner in der Nations-League-Gruppe aber direkt für die EM-Endrunde qualifizierten, hatten die Isländer noch die Chance sich über die Playoffs im März 2020 zu qualifizieren, was allerdings misslang. In der ebenfalls erfolglosen Qualifikation für die WM 2022 hatte er zwei Einsätze und erzielte ein Tor.

## Titel und Erfolge
- Isländischer Ligapokal: 2011 mit Valur Reykjavík
- Kasachischer Meister: 2019
- Kasachischer Supercup-Sieger 2020
- Rumänischer Meister: 2021
- Rumänischer Supercup-Sieger: 2020